# Liste der Kulturgüter in Domleschg
Die Liste der Kulturgüter in Domleschg enthält alle Objekte in der Gemeinde Domleschg im Kanton Graubünden, die gemäss der Haager Konvention zum Schutz von Kulturgut bei bewaffneten Konflikten, dem Bundesgesetz vom 20. Juni 2014 über den Schutz der Kulturgüter bei bewaffneten Konflikten sowie der Verordnung vom 29. Oktober 2014 über den Schutz der Kulturgüter bei bewaffneten Konflikten unter Schutz stehen.
Objekte der Kategorien A und B sind vollständig in der Liste enthalten, Objekte der Kategorie C fehlen zurzeit (Stand: 1. Januar 2023).

## Kulturgüter
| Foto |                                                                                           | Objekt                                                                                       | Kat. | Typ | Standort                                                      | Beschreibung |
| ---- | ----------------------------------------------------------------------------------------- | -------------------------------------------------------------------------------------------- | ---- | --- | ------------------------------------------------------------- | ------------ |
| ja   | Datei hochladen · Wikidata zu Kapelle St. Lorenz (Paspels) (Q1668411)                     | Kapelle St. Lorenz / Baselgia catolica Sogn Luregn KGS-Nr.: 03125                            | A    | G   | Paspels 752660 / 180340                                       |              |
| ja   | Datei hochladen · Wikidata zu Kapelle St. Maria Magdalena (Paspels) (Q1728431)            | Kapelle St. Maria Magdalena / Chaplutta Sontga Maria-Magdalena KGS-Nr.: 03126                | A    | G   | Paspels, Dusch 753650 / 180340                                |              |
| ja   | Datei hochladen · Wikidata zu Schloss Rietberg (Q1277277)                                 | Schloss Rietberg KGS-Nr.: 03157                                                              | A    | G   | Pratval, Rietberg 1–11 753564 / 178032                        |              |
| ja   | Datei hochladen · Wikidata zu Katholische Kirche St. Maria e Maurezzi (Q29479709)         | Katholische Kirche St. Mariae Krönung / Baselgia catolica S. Maria e Maurezzi KGS-Nr.: 03368 | A    | G   | Tomils, Dorfstrasse 79 752780 / 181090                        |              |
| ja   | Datei hochladen · Wikidata zu Schloss Ortenstein (Q2242855)                               | Burg Ortenstein KGS-Nr.: 03369                                                               | A    | F   | Tomils, Ortenstein 13 752522 / 180672                         |              |
| ja   | Datei hochladen · Wikidata zu Sogn Murezi (Q2297759)                                      | Sogn Murezzi, frühmittelalterliche Kirchen- und Nebengebäuderuinen KGS-Nr.: 09617            | A    | F   | Tomils 753070 / 181049                                        |              |
| BW   | Datei hochladen · Wikidata zu Haus Keller (Q29784694)                                     | Haus Keller KGS-Nr.: 02823                                                                   | B    | G   | Almens, Dorfstrasse 24 754153 / 178228                        |              |
| ja   | Datei hochladen · Wikidata zu Katholische Kirche St. Andreas (Q29784698)                  | Katholische Kirche St. Andreas KGS-Nr.: 02824                                                | B    | G   | Almens, Oberdorf 26 754177 / 178188                           |              |
| ja   | Datei hochladen · Wikidata zu Reformierte Kirche Feldis (Q2136876)                        | Reformierte Kirche / Baselgia refurmada KGS-Nr.: 02999                                       | B    | G   | Feldis/Veulden, Vaia Baselgia 7 752169 / 184420               |              |
| ja   | Datei hochladen · Wikidata zu Ruine Alt-Süns (Q1429472)                                   | Alt-Sins, mittelalterliche Burgruine KGS-Nr.: 03127                                          | B    | G   | Paspels, Alt-Sins 752840 / 179540                             |              |
| ja   | Datei hochladen · Wikidata zu Burg Neu-Süns (Q1013241)                                    | Canova (Neu-Sins), mittelalterliche Burgruine KGS-Nr.: 03128                                 | B    | G   | Paspels, Canova 753510 / 178960                               |              |
| ja   | Datei hochladen · Wikidata zu Schloss Paspels (Q2242877)                                  | Schloss Sins mit Gartenanlage KGS-Nr.: 03130                                                 | B    | G   | Paspels, Vitg 23–29 752940 / 179600                           |              |
| BW   | Datei hochladen · Wikidata zu Haus Blumenthal (Q29784689)                                 | Haus Blumenthal KGS-Nr.: 03175                                                               | B    | G   | Rodels, Bahnhofstrasse 17–19 753210 / 178035                  |              |
| BW   | Datei hochladen · Wikidata zu Kath. Kirche St. Christophorus (Q29784696)                  | Katholische Kirche St. Christophorus KGS-Nr.: 03176                                          | B    | G   | Rodels, Noainserweg 2 753340 / 177980                         |              |
| ja   | Datei hochladen · Wikidata zu Reformierte Kirche Almens (Q2136821)                        | Reformierte Kirche / Baselgia refurmada KGS-Nr.: 10030                                       | B    | G   | Almens, Dorfstrasse 8 754080 / 178280                         |              |
| ja   | Datei hochladen · Wikidata zu Reformierte Kirche Scheid GR (Q2137047)                     | Reformierte Kirche / Baselgia refurmada KGS-Nr.: 10783                                       | B    | G   | Scheid, Voia da Purz 9 753183 / 182642                        |              |
| BW   | Datei hochladen · Wikidata zu Wohnhaus (Q29784699)                                        | Wohnhaus KGS-Nr.: 10784                                                                      | B    | G   | Scheid, Quadra 1 753045 / 182685                              |              |
| BW   | Datei hochladen · Wikidata zu Haus Castelmur (Q29784691)                                  | Haus Castelmur KGS-Nr.: 10821                                                                | B    | G   | Tomils, Dorfstrasse 30 753024 / 180937                        |              |
| BW   | Datei hochladen · Wikidata zu Haus Jecklin (Q29784693)                                    | Haus Jecklin KGS-Nr.: 12450                                                                  | B    | G   | Rodels, Bahnhofstrasse 1 / Schulhausstrasse 2 753300 / 177950 |              |
| BW   | Datei hochladen · Wikidata zu Feldis/Veulden, Wohnhaus (Q29784688)                        | Wohnhaus / Chasa KGS-Nr.: 12464                                                              | B    | G   | Feldis/Veulden, Canteun 11 752205 / 184455                    |              |
| BW   | Datei hochladen · Wikidata zu Dusch, Haus Buol mit Hofanlage (Haus Albertini) (Q29784686) | Haus Buol mit Hofanlage (Haus Albertini) KGS-Nr.: 12468                                      | B    | G   | Paspels, Dusch 78 753790 / 180200                             |              |